# Mikroskop pomiarowy
Mikroskop pomiarowy – mikroskop optyczny przeznaczony do bezdotykowych pomiarów (o dużej dokładności) długości w układzie współrzędnych prostokątnych lub biegunowych oraz kątów. 
Mikroskopy pomiarowe wykorzystywane są najczęściej w laboratoriach pomiarowych i w przemyśle maszynowym (izba pomiarowa, narzędziownia). 
W zależności od konstrukcji wyróżnia się następujące typy m. p.:
- warsztatowy
  - mały mikroskop warsztatowy (pole pomiarowe 25 × 75 mm)
  - duży mikroskop warsztatowy (pole pomiarowe 50 × 150 mm)
- mikroskop uniwersalny (pole pomiarowe 100 × 200 mm)